# Elaeidinae
Sous-tribu
Classification APG IV (2016)
Genres de rang inférieur
- Barcella
- Elaeis

Elaeidinae est une sous-tribu de plantes à fleurs appartenant à la sous-famille des Arecoideae au sein de la famille des Palmiers. Seulement deux genres dans cette sous-tribu se partageant trois espèces.. 

## Classification
- Sous-famille des Arecoideae
  - Tribu des Cocoseae
    - Sous-tribu des  Elaeidinae [1]

Genres:
- Barcella	avec 1 espèce originaire du nord du Brésil
- Elaeis			avec 2 espèces originaire d’Afrique tropicale pour l'une et de la partie tropicale de l’Amérique du Sud pour l'autre.